# Albert Lambert
Albert Bond Lambert, nació 6 de diciembre de 1875 en Saint Louis (Missouri) y murió el 12 de noviembre de 1946 en Saint Louis, es un pionero aviador, piloto de aviación y un golfista estadounidense.

## Biografía
Albert Bond Lambert nació 6 de diciembre de 1875 en Saint Louis. Es el comisario de policía y un fabricante local.
En 1904, ganó la medalla de plata en el golf en los Juegos Olímpicos de San Luis, en la categoría de equipo. Él acabó en los cuartos de final de la competición individual, que colocó octavo en los Juegos Olímpicos de 1900 en París (entonces también los primeros hombres aficionados discapacitados, sin restricciones por el COI posteriores).
En 1906, quedó fascinado por los primeros días de la aviación. Él se hace cargo de globos aerostáticos. Fundó en 1907 el Aero Club de St. Louis. En 1909, conoció a los hermanos Orville y Wilbur Wright y compró su primer avión en el que aprendió a volar con Orville Wright. Él obtuvo la licencia de piloto de primera en la ciudad de St. Louis. Durante la Primera Guerra Mundial, se convirtió en un instructor en globo y paracaidismo.
En 1920, compró un terreno grande, no lejos de St. Louis, al vuelo de globos. Se establece este campo pista de aterrizaje para aviones y naves construidas. Charles Lindbergh despegó de este lugar en 1927, con su famoso avión, el Spirit of St. Louis, para unirse a Nueva York y de allí a París, la primera travesía del Atlántico en avión. En 1928, Albert Bond Lambert ha vendido a la ciudad de San Luis para convertirse en el aeródromo del Aeropuerto Internacional Lambert-Saint Louis.
Albert Bond Lambert murió 12 de noviembre de 1946 y está enterrado en el cementerio de Bellefontaine en St. Louis.